# La Manga, Zacatecas
La Manga är en ort i Mexiko.   Den ligger i kommunen Luis Moya och delstaten Zacatecas, i den centrala delen av landet, 500 km nordväst om huvudstaden Mexico City. La Manga ligger 1 966 meter över havet och antalet invånare är 106.
Terrängen runt La Manga är platt västerut, men österut är den kuperad. Runt La Manga är det ganska tätbefolkat, med 56 invånare per kvadratkilometer. Närmaste större samhälle är Rincón de Romos, 19,6 km sydväst om La Manga. Omgivningarna runt La Manga är i huvudsak ett öppet busklandskap.